# Albertus-Magnus-Gymnasium Ettlingen
Das Albertus-Magnus-Gymnasium (AMG) ist ein 1972 gegründetes allgemeinbildendes Gymnasium in Ettlingen. Es ist nach dem deutschen Gelehrten und Bischof Albertus Magnus benannt.

## Namenspatron
Der Namensgebungsprozess des Gymnasiums war nicht einfach. Vorschläge wie „Heinrich-Hertz-Gymnasium“ oder „Kasper-Hedio-Gymnasium“ von der Lehrerkonferenz wurden vom Verwaltungsausschuss abgelehnt. Der Vorschlag der späteren ersten Direktorin des Gymnasiums, Gertrud Zollner „Albertus-Magnus-Gymnasium“, stieß auf Anklang. Hugo Rimmelspacher, der damalige Oberbürgermeister befürwortete diesen Namen. Die anderen Stadträte hielten den Namen jedoch für zu unpolitisch im Gegensatz zu Namen wie „Heinrich-Böll-Gymnasium“. Bei der Schlussabstimmung wurde dennoch für den Namen gestimmt.

Das Leitbild der Schule hat seinen Ursprung in einem Zitat von Albertus Magnus:
„In angenehmer Gemeinschaftsarbeit die Wahrheit suchen.“
Eine langjährige Kooperation besteht mit St. Andreas in Köln, in deren Krypta die Gebeine des Theologen, Kirchenlehrers und Naturwissenschaftlers Albertus Magnus liegen. 1992 besuchten erstmals Schüler der 11a des Albert-Magnus-Gymnasiums die Kirche St. Andreas in Köln und erarbeiteten ein Heft über den Namenspatron ihrer Schule, Albertus Magnus. Dieses Heft bildete 1997 die Grundlage für ein erstes Webprojekt. 2006 nahm die BG-Creativ-AG des Albert-Magnus-Gymnasiums zwei Tage am Klosterleben von St. Albert teil. Mit dem gesammelten Ton-, Bild- und Filmmaterial von diesem Aufenthalt erstellten die Schüler eine Website zu Albertus Magnus, die seit dem Schuljahr 2009/2010 online ist. Bis 2021 war Helmut Obermann der Schulleiter. 

## Schüleraustausch
Die Stadt Ettlingen pflegt langjährigen Kontakt zu ihrer Partnerstadt Épernay, weshalb jährlich ein Austausch von Schülern des AMG und des Eichendorff-Gymnasiums mit Épernay veranstaltet wird. Außerdem war das AMG von 2013 bis 2015 Comenius-Schule. Innerhalb dieses Comenius-Projekts fanden Schüleraustausche mit Schulen aus Nowy Targ (Polen), Istanbul (Türkei), Saint-Brieuc (Frankreich) und Belpasso (Italien) statt.

## Besonderheiten
Das Albertus-Magnus-Gymnasium unterhält eine eigene Schuljazzband.
Die seit 1980 bestehende Schülerzeitschrift Furunkel wurde beim Schülerzeitungswettbewerb 2006 des Kultusministeriums Baden-Württemberg mit dem dritten Preis in der Kategorie Gymnasien ausgezeichnet.
Beim bundesweiten Schülerquiz „Wirtschaftswissen im Wettbewerb“ wurde die 9b des Albertus Magnus Gymnasiums 2014 als „beste Klasse“ im Landkreis Karlsruhe ausgezeichnet.
Beim Projekt „Talentschmiede“ des Bundesministeriums für Wirtschaft und Technologie wurde das AMG als eine von elf Schulen bundesweit als Pilotschule ausgewählt.
Im Rahmen des Projekts „Wirtschaft macht Schule“ unterhält das AMG seit 2012 Schulpartnerschaften mit Unternehmen der Chemischen Industrie wie der Deutschen Homöopathie-Union und der Schwabe-Gruppe.
Das Gymnasium ist eine von 17 Schulen, die am Programm Nimm deine Zukunft in die Hände – Vertiefte Berufsorientierung an Gymnasien der Handwerkskammer Karlsruhe teilnimmt.

## Bekannte ehemalige Schüler
- Alexis Agrafiotis (* 1970), griechisch-deutscher Komponist, Dirigent und Pianist
- Raoul Reinert (* 1975), Filmproduzent, Dramaturg, Drehbuchautor und Rechtsanwalt
- Natalia Avelon (* 1980), deutsch-polnische Schauspielerin
- Mirko Drotschmann (* 1986), Journalist, Produzent und Vlogger[15]
- Alena Trauschel (* 1999), Politikerin (FDP)

## Publikationen
- Furunkel. Schülerzeitung des Albertus-Magnus-Gymnasiums Ettlingen, ZDB-ID 383079-2, seit 1980
- Triumvirat. Schülerzeitung des Albertus-Magnus Gymnasiums und des Eichendorff-Gymnasiums. ZDB-ID 384344-0, Nr. 1 [1977] – 2 [1978]; damit Erscheinen eingestellt

DVD
- Als unsichtbare Mauern wuchsen. Eine Produktion der Theater-AG des Albertus-Magnus-Gymnasiums Ettlingen, Buch: Ingeborg Hecht, Bühnenfassung: Ingrid Storch, Albertus-Magnus-Gymnasium, Ettlingen 2007